# The Magic Hourglass
A The Magic Hourglass Carl Barks író és rajzoló 1950-ben megjelent képregénye Donald kacsa főszereplésével. A történet a Dell Comics Four Color című sorozatának 291. számában jelent meg először, melyben Donald és három unokaöccse multimilliárdos Dagobert bácsikájuktól egy gazdagságot hozó, varászerejű homokórát kapnak ajándékba. Mikor azonban Dagobert rájön, hogy mit adott ki kezei közül, mindent megtesz, hogy visszaszerezze azt.

## A történet megszületése és megjelenése
Carl Barks 1950-ben írta és rajzolta meg a huszonnyolc oldalas The Magic Hourglasst, melyet a Western Publishing, a Dell Publishing partnercége március 16-án vett át. A történet első alkalommal a Four Color című sorozat 291. számában, 1950 szeptemberében jelent meg.

## A cselekmény
|  | Alább a cselekmény részletei következnek! |

Donald és három unokaöccse, Tiki, Niki és Viki azon vitatkoznak, hogy multimilliárdos Dagobert bácsikájuk melyiküket kedveli jobban. Eközben Dagobert bácsi éppen reggelihez készülődik, és egyik bosszúság éri a másik után. Főtt tojás nem lesz elég kemény, mivel évtizedekig megbízhatóan működő homokórája pontatlanná vált; üzleti jelentésében pedig azt olvassa, hogy egyik halászhajója borzasztó állapotban van. Dagobert ezeken az apróságokon annyira felháborodik, hogy elhatározza, minden hasztalan értéktárgyától megszabadul. Magához hívatja unokaöccseit, és „ajándékként” Donaldnak adja ócska hajóját, homokóráját pedig Tikinek, Nikinek és Vikinek.
Donald majd kiugrik a bőréből örömében, hogy egy hajót kapott bácsikájától, Tiki, Niki és Viki pedig mérgelődik, hogy Dagobert egy öreg, pontatlan homokórával szúrta ki a szemüket. A helyzet azonban hamar fordulatot vesz, mikor Donald meglátja a félig megfeneklett hajót, és megkapja két évi kifizetetlen kikötői helybérlet számláját. Tikinek, Nikinek és Vikinek egy ócskás hívja fel a figyelmét a homokórán lévő óarab feliratra, ami szerint annak tulajdonosa, amíg az óra pontosan jár, óráról órára gazdagabb lesz. Az ócskás ugyan nem ad hitelt a szövegnek, a kiskacsák viszont úgy gondolják, hogy friss homokot raknak bele és kipróbálják, igaz e. Az órát azonban nem lehet közönséges homokkal feltölteni, csupán a Szahara egy eldugott oázisának vörös homokjával.
Mivel Donald halászhajója borzasztó állapotban van, nem sok esélyt látnak rá, hogy képesek lesznek vele átkelni Afrika felé az Atlanti-óceánon, így a homokóra még megmarad varázserejére bízzák magukat. Csukott szemmel próbálják ki, hátha a tárgy egy kincshez vezeti őket, de vak bizalmuk miatt csak a vízbe esnek a mólóról. Szerencsétlenségükben azonban szerencsése sikerül két arra portyázó cápát befogniuk, amiket a hajó oldalához kötve vágnak neki az óceánnak. Eközben Dagobert egymás után kapja a rosszabbnál rosszabb gazdasági jelentéseket vagyona állapotáról. Kis gondolkodás után eszébe jut, hogy a gondok a reggelinél kezdődtek, mikor a pontatlan homokórája miatt túl lágy lett a főtt tojása. Dagobert, aki ugyan tudott a homokóra állítólagos varázserejéről, de nem akart hinni benne, most gyorsan Donaldék nyomába ered, hogy visszaszerezze tőlük.
Mire Donald, Tiki, Niki és Viki megérkeznek Marokkóba, Dagobert már két helyi bérencével várja őket. Donaldék azonban nem akarják visszaadni a homokórát bácsikájuknak, elszöknek, és egy karavánnal indulnak a rejtett oázis felkutatására. Napokkal később összetűzésbe kerülnek egy rablóbandával, akik Donaldék vezetője szerint az általuk keresett oázisról jöhettek. A kacsák a megfutamított útonállók egyik menekülés közben hátrahagyott tevéjét követve azt remélik, hogy az elvezeti őket gazdáihoz, de az meglepetésükre arra a pihenőhelyre tér vissza, ahol előző nap ők maguk is letáboroztak. Mikor a teve a pálmafák mögött hirtelen eltűnik, a helyi kis tavacskában felfedeznek egy víz alatti bejáratot egy titkos barlangrendszerbe, a haramiák valódi oázisába, ahol rábukkannak az általuk keresett vörös homokra is. A rablóvezér azonban felfedezi és elfogja őket, a homokórát pedig, ami egykoron őseié volt, magának követeli. Másnap a banditák rátámadnak Dagobert karavánjára, aki közben szökevény unokaöccsei felkutatására indult, és már fizetni is hajlandó lenne a homokóráért. A helyzetet kihasználva Donaldék visszaszerzik a homokórát, és nekivágnak a sivatagnak. Ellátmány hiányában Donald a friss homokkal feltöltött óra varázserejében bízik, hogy az valahogy majd csak kijuttatja őket a Szaharából. Kisvártatva rá is találnak egy vizestömlőre, amiben azonban nem víz, hanem aranypor van. Szomjasan tovább indulnak, majd felfedeznek egy hatalmas, csillogó tavat. A tóról azonban kiderül, hogy a medret valójában tengernyi, szikrázó gyémánt tölti ki.
Eközben a haramiák által kifosztott Dagobert aggódni kezd unokaöccseiért, és úgy dönt, hogy elszakad a karavántól és egymaga keresi meg őket. Mikor később, a sivatag homokjában fekve rájuk talál, a kapzsiság ismét felülkerekedik együttérzése felett. Kiszolgáltatott helyzetüket kihasználva a magával hozott vízért cserébe a homokórát követeli. Donaldék, a keserű leckével a hátuk mögött, örömmel beleegyeznek a cserébe. A forró sivatagban való néhány mérföldnyi gyaloglás után a kezdetben diadalittas Dagobert is hamar kezdi megtapasztalni, hogy abban a helyzetben néhány korty víz mennyivel értékesebb, mint a mesés gazdagságot hozó homokóra.
|  | Itt a vége a cselekmény részletezésének! |

## Motívumok
Az 1950-es The Magic Hourglass Carl Barks azon korai Dagobert bácsi-történetei közé tartozik, melyben Donald kacsa multimilliárdos rokona, ha nem is gonosztevőként, de kapzsisága és önző magatartása miatt unokaöccsei ellenlábasaként jelenik meg. A The Magic Hourglass, ha nem is egyedüliként, de jelentősen eltér a szereplő későbbi ábrázolásától. Barks a történetben nem teszi szembetűnően közszemlére Dagobert mérhetetlen vagyonát, az általa őrzött hatalmas pénztömeget, ahogyan azt más, későbbi munkáiban jellegzetesen teszi. Dagobert egy, akár a való világban létezhető gazdag, feszült és túlhajszolt üzletember képében jelenik meg. A történet központi témája a szerencse, melynek a The Magic Hourglass cselekménye szerint Dagobert a gazdagságát köszönheti. Ez szintén eltér a szereplő későbbi jellegzetes ábrázolásával, mely szerint évtizedek kemény munkájával jutott vagyonához. Emellett Barks Dagobert korai történeteiben valójában igen óvatosan bánt a témával, hogy Dagobert hogyan is szerezte a vagyonát.
Tom Andrae a The Magic Hourglasst Barks egy évvel korábban megjelent Voodoo Hoodoo című történetében is felvetett, az Amerikai imperializmus bírálatát megfogalmazó tanmeseként értelmezi. Ez a bírálat elsősorban az Egyesült Államoknak a második világháborút követő magatartását érinti, mellyel vezető nagyhatalmi pozícióját kívánta megszilárdítani a világpolitikában. A történet első képein Kacsaháza látképe egy gazdag, ipari nagyhatalmi társadalom képét mutatja. „Dagobert sikeres és tisztességes üzletemberként való megjelenése mögött azonban Barks feltárja annak a rejtett, lelkiismeret nélküli gyakorlat történetet, melyre Dagobert birodalma – és átvitt értelemben Amerika befolyása – épült.” – írja Andrae. Dagobert a történetben az embereket és tárgyakat a tiszta kapitalizmus szellemében pusztán értékük és hasznosságuk alapján ítéli meg. Ez a magatartása vezet végül oda, hogy megszabadul az értéktelen kinézetű, mégis gazdagságának forrását jelentő homokórától. A mágikus tárgy, mint fétis, a tagagás és elfogadás kettős szimbóluma. A fenyegetéstől való félelem ugyan kialakul az ember tudatában, de ugyanakkor meg is tagadja ezt a félelmet, melyet védekezésképpen egy közönséges tárgyban testesít meg. A gazdagság és jólét növekedésével együtt növekszik az azok elvesztése felett érzett félelem is, melyet Barks történetében a varázserejű homokóra testesít meg. A fétis motívuma Barks későbbi történeteitől sem idegen. Közös vonásuk, hogy az általában értéktelen formában ábrázolt fétisek rendszerint katasztrofális hatást gyakorolnak azokra, akik mohón kívánják azok birtoklását. Barks egyik ilyen későbbi műve például az 1954-ben megjelent Tralla La.
Szemben a Disney és Barks történeteinek többségével, melyeket antropomorf állatfigurák népesítenek be, a The Magic Hourglassban számos emberi szereplő tűnik fel. A homokóra, mint Dagobert gazdagságának, és átvitt értelemben az Egyesült Államokénak a forrása, az óramű pontossággal működő kapitalista gépezet szimbóluma. Hogy a homokóra pontosan mérje az időt, és mágikus ereje működjön, különleges vörös sivatagi homokkal kell újratölteni. Andrae magyarázata szerint ez az Egyesült Államok külföldi erőforrásoktól való függőségét jeleníti meg, mely ironikus módon az ország hatalmával és gazdagságával egyre csak nő. A homokóra arab terültről származó homokja ebben az esetben a kőolajt jelképezi, mely iránti igény a második világháború után robbanásszerűen megnőtt az Államokban. Az óra pontos működését biztosító vörös homok, akárcsak az olaj, a sivatag homokja, a föld alatt alatt található. Barks történetének megszületéskor több nyugtalanító esemény is zajlott a közel-keleten, mely bizonytalanná tehette az Egyesült Államok számára az egyre nélkülözhetetlenebb energiahordozóval és ipari nyersanyaggal való fennakadásmentes ellátottságát. A The Magic Hourglassban megjelenő arabok, a közel-keleti állapotokat tükrözve, két csoportba tartoznak. Az egyik csoport a rablók, akik ellenségesen viselkednek az idegenekkel, a másik csoport, Donald vezetője, barátsággal fordulnak feléjük és támogatja őket. A szereplők erkölcsi ábrázolása emellett kettős. A sivatagi haramiák, bár elsősorban negatív szerepben jelennek meg, mégis ők a homokóra eredeti tulajdonosai. Dagobert, még a fiatalon, a tolvajok piacán vette a homokórát, így tudhatta, hogy az valószínűleg lopott, így morálisan semmi jogalapja nincs annak a birtoklására. Barks a történetben Dagobertet gátlások nélküli iparmágnásként ábrázolja, aki attól sem riad vissza, hogy saját rokonait akár erőszakkal is rákényszerítse, hogy adják vissza nekik a homokórát. A The Magic Hourglass midaszi fordulatában Donald, és kicsit később Dagobert is megtapasztalja, hogy a hatalmas gazdagság és vagyon önmagában értéktelen és csak elfordítja az embert az élet és a természet valóban fontos dolgaitól. Andrae magyarázata szerinte a történet vége, melyben megfordul a Donald és Dagobert közötti erőviszony, az alacsony, szegényebb osztály bosszújaként is értelmezhető a felső osztályon.